# Benenden
Benenden é uma vila e freguesia no bairro de Tunbridge Wells, em Kent, Inglaterra. A paróquia está localizada em Weald, 10 km (6 mi) a oeste de Tenterden. Além da vila principal, os assentamentos de Iden Green, East End, Dingleden e Standen Street estão incluídos na freguesia.
A igreja paroquial é dedicada a São Jorge e é um edifício do século XIX no local de um edifício medieval destruído num incêndio. Benenden School, um internato particular para meninas está localizado ao norte da vila.

## Origem do nome
O nome do lugar Benenden (pronuncia-se Ben-en-den) deriva do inglês antigo, que significa pasto arborizado de Bynna. Bynning denn tornou-se Benindene (1086) Binnigdaenne, Bennedene (c1100) Bynindenne (1253), então a grafia atual de 1610.

## História
Uma história mais detalhada pode ser encontrada no arquivo pdf como parte de uma Avaliação de Conservação realizada pelo Distrito de Tunbridge Wells em abril de 2005.
A indústria siderúrgica de Weald existia na área antes do período romano, mas foram descobertas evidências de duas estradas romanas construídas para levar o ferro de Weald, bem como outros achados do período, como um assentamento romano em Hemsted, agora Benenden Escola. A evidência de uma estrada, aquela entre Maidstone e Bodiam em Iden Green, tem a forma de um vau pavimentado.
Os topógrafos do Domesday Book observaram que Benindene era um dos quatro únicos lugares em Weald a ter uma igreja; embora, como a maioria dos outros, os edifícios do assentamento estivessem dispersos. A partir do século XIV, lugares como Benenden tornaram-se de importância industrial. Os ferreiros de Wealden continuaram o que os romanos haviam feito; e a outra grande indústria, a confecção de tecidos, também ajudou a tornar a aldeia próspera. No final do século XVIII, porém, ambas as indústrias mudaram-se para o norte industrial e a prosperidade de Benenden chegou ao fim. Benenden teve quatro moinhos em vários momentos. Wandle Mill, um moinho de água no rio Rother ; East End Mill, uma fábrica de correios no local posteriormente ocupado pelo hospital torácico, demolido por volta de 1870; e um par de moinhos a leste da aldeia, um dos quais, Beacon Mill, ainda está de pé.
Em 1860, Gathorne Hardy, que mais tarde se tornaria o primeiro conde de Cranbrook (1814–1906), um político proeminente, reconstruiu a casa em Hemsted Park, um dos edifícios Tudor; em 1912 , Lord Rothermere fez novas alterações. Agora abriga a Escola Benenden.
Em 1907, um consórcio de sindicatos e sociedades amigas estabeleceu um hospital torácico em Goddard's Green Road, Benenden para o tratamento da tuberculose. Hoje, o hospital é uma organização independente, para a maioria das especialidades médicas e cirúrgicas e trata principalmente membros da The Benenden Healthcare Society, bem como alguns pacientes do NHS e particulares.
Em 3 de agosto de 1943, o piloto francês Jean Maridor interceptou uma bomba voadora alemã V-1 voando na direção de Benenden. Depois de fazer repetidas tentativas de derrubá-lo, ele finalmente o destruiu de tão perto que a explosão resultante arrancou a asa direita de sua aeronave, resultando em um acidente fatal perto da escola de Benenden, que na época era usada como hospital durante a guerra. Os restos mortais de Maridor foram encontrados com os destroços. Maridor foi enterrado perto de Londres e repatriado para a França em 1948.
A Câmara Municipal foi construída na década de 1970.

## Escola Benenden
Uma escola particular para meninas, a Benenden School está localizada ao norte da vila principal. As ex-alunas da escola incluem Princesa Anne, Lettice Curtis, Sue Ryder e Rachel Weisz.